# حادث سقوط المروحية العسكرية التونسية 2018
حادث سقوط المروحية العسكرية التونسية 2018 هو حادث سقوط مروحية عسكرية تابعة للجيش الوطني التونسي قرب القاعدة العسكرية بمدينة بوفيشة شمالي البلاد في 7 فبراير 2018. 

أسفر الحادث عن وفاة العسكري طارق هداوي وإصابة حمدي فخري وعبد الرؤوف الجربي بجروح.

## مقالات ذات صلة
- حادث طائرة جيش الطيران التونسي 2018